# Carlos Winkel
Carlos Winkel (Curaçao, 24 september 1914 – Sint-Michielsgestel, 12 november 1989) was een Curaçaos medicus. Ondanks zijn kleine gestalte werd hij de Grand Old Man van de Antilliaanse kindergeneeskunde genoemd. Hij is de oprichter van de Kinderafdeling van het Sint-Elisabeth Hospitaal (SEHOS).

## Biografie
Carlos Alberto Winkel studeerde aan de Rijksuniversiteit Leiden. Na een onderbreking vanwege de Tweede Wereldoorlog slaagde hij in 1946 voor geneeskunde. Van 1947 tot 1950 specialiseerde hij zich in kindergeneeskunde aan het Academisch Ziekenhuis Leiden. Hij promoveerde op 6 december 1950 op het proefschrift getiteld Gentisinurie bij de behandeling van het acute rheuma met natrium salicylaat. Terwijl het voor specialisten niet altijd gebruikelijk was om naar de Nederlandse Antillen terug te keren na afloop van hun studie, voerde zijn vader druk op hem uit om dat wel te doen. Hij kwam op 8 januari 1951 met de boot aan op Curaçao en kwam aan het werk bij het SEHOS. Hier trof een gebrekkige situatie aan, zoals baby's in kartonnen dozen omdat het hospitaal geen kinderafdeling had.
Terwijl hij door de gedeputeerde was verordonneerd om als kinderarts in het hospitaal aan de slag te gaan, blokkeerde de pater-rector de weg letterlijk bij de poort. Formeel had die daartoe ook het recht, maar hij werd niettemin alsnog toegelaten. Winkel is zich zijn hachelijke positie altijd duidelijk geweest, waarin hij naast zijn dienstbaarheid aan de samenleving er ook rekenschap mee moest houden dat hij geen enkel formeel recht kon laten gelden.
In die tijd was kindergeneeskunde nog geen specialisme binnen het SEHOS. De internist beschouwde het als een van zijn subdomeinen en buiten het hospitaal hielden sommige huisartsen zich er poliklinisch mee bezig. Winkel zette daarom zelf een Kinderafdeling op met een academische opzet, zoals door methodisch te zoeken naar in Curaçao voorkomende aandoeningen bij kinderen. Dankzij contacten met hoogleraar Jonxis van de Rijksuniversiteit Groningen (RUG) werden assistenten gedetacheerd uit de Universiteitskliniek Pediatrie in Groningen. In de jaren erna kwamen steeds weer nieuwe assistenten uit Groningen bij hem in opleiding. Ondertussen vestigden zich ook steeds meer kinderartsen en andere specialisten op het eiland.
Met een aantal specialisten richtte Winkel in 1967 de Nederlands-Antilliaanse Stichting voor het Hoger Klinisch Onderwijs (NASHKO) op, die een medische staf en een docentenraad kreeg. Zelf werd hij voorzitter van de docentenraad en later was hij de eerste onderwijscoördinator. Onder de naam Post Graduate Courses zette hij een leergang op die twee keer per jaar werd georganiseerd. Hij ontving zijn lesbevoegdheid in kindergeneeskunde in 1972 werd van 1974 tot 1979 buitengewoon hoogleraar aan de RUG op het gebied van Antilliaanse  kindergeneeskunde. Ook was hij jarenlang lid van het Medisch Tuchtcollege. Daarnaast was hij op 2 augustus 1954 medeoprichter en de eerste voorzitter van de Stichting Jeugdzorg Curaçao.
In 1972 werd Winkel onderscheiden met de Cola Debrotprijs vanwege zijn verdiensten in de Antilliaanse medische wetenschap. In hetzelfde jaar werd bij benoemd tot Officier in de Orde van Oranje-Nassau. Bij zijn afscheid in 1983 werd de kinderafdeling van SEHOS naar hem vernoemd, tot dan toe het Maria-kinderpaviljoen geheten.
Carlos Winkel overleed op 12 november 1989 in Nederland, waar een deel van zijn kinderen woonde. Hij is 75 jaar oud geworden.